# 351 Yrsa
351 Yrsa este un asteroid din centura principală, descoperit pe 16 decembrie 1892, de Max Wolf.